# Акшимирау
Акшимира́у (каз. Ақшымырау) — село у складі Мангистауського району Мангистауської області Казахстану. Адміністративний центр та єдиний населений пункт Акшимирауської сільської адміністрації.
У радянські часи село називалось Акшимрау або Акшинирау.
Населення — 1117 осіб (2021; 1264 у 2009, 1225 у 1999, 1068 у 1989).